# Municipio de Eldorado (Carolina del Norte)
El municipio de Eldorado (en inglés: Eldorado Township) es un municipio ubicado en el  condado de Montgomery en el estado estadounidense de Carolina del Norte. En el año 2010 tenía una población de 1.873 habitantes.

## Geografía
El municipio de Eldorado se encuentra ubicado en las coordenadas 35°27′54.34″N 80°5′27.1″O / 35.4650944, -80.090861.